# علوم إدراكية مجسدة
العلوم الإدراكية المجسدة هي مجال بحثي متعدد التخصصات، يهدف إلى شرح الآليات الكامنة وراء السلوك الذكي. وهو يتألف من ثلاث منهجيات رئيسة: نمذجة النظم النفسية والحيوية بطريقة شمولية تعتبر العقل والجسد كيانًا واحد؛ تشكيل مجموعة مشتركة من المبادئ العامة للسلوك الذكي؛ والاستخدام التجريبي للعوامل الآلية في البيئات الخاضعة للرقابة.